# 神不滅論
神不滅論，主张人死身灭而神识不灭的学说。认为精神可以离开肉体而永恒不灭，由此论证其所谓生死轮回和因果报应。
- 南朝宋郑鲜之著《神不滅論》。采用主客辩难形式，使用玄学语言，利用“薪火之喻”的弱点，宣传“神不灭”。说薪有干湿的区别，人的形体有感官（肌肤）与非感官（爪髮）的区别，说明薪火不相依存，神不和形一起消亡，进而提出从万物的有形必有尽，来证明精神的无形必不灭。但是对人体功能的分类和对感官性质的判断，为后来无神论的发展提供了资料。记载在《弘明集》卷五。
- 南朝梁沈约著《神不滅論》。用“五情各有分域，耳目各有司存，心运则形亡，目用则耳废”，说明精神可以脱离形体而独存，再以“养形可至不朽，养神安得有穷”论证神不灭。记载在《广弘明集》卷二十五。

## 參閲
- 神滅論論戰